# 徳永洋
徳永 洋（とくなが ひろし、1950年 - ）は、日本の歴史学者。横井小楠研究家として知られる。熊本県熊本市出身。
熊本商科大学卒業。日本銀行に勤務。仕事のかたわら横井小楠に関する資料収集・研究にいそしむ。また、熊本・福井両市で小楠に関する展覧会も企画した。著書に『横井小楠-維新の青写真を描いた男』（新潮新書）、共著に『横井小楠のすべて』（新人物往来社）がある。